# ارباب حلقه‌ها
ارباب حلقه‌ها (انگلیسی: The Lord of the Rings) رمان خیال‌پردازی حماسی نوشتهٔ مؤلف انگلستانی جی. آر. آر. تالکین است. داستان این رمان در سرزمین میانه رقم می‌خورد؛ مکانی مانند زمین و تا حدودی مدت‌ها پیش در زمان‌های گذشته. این داستان به عنوان دنباله‌ای بر کتاب کودکانهٔ هابیت نوشتهٔ تالکین در سال ۱۹۳۷ آغاز شد، اما در نهایت به اثری بسیار بزرگ تبدیل شد. این کتاب به صورت مرحله‌ای میان سال‌های ۱۹۳۷ تا ۱۹۴۹ نوشته شده‌است. ارباب حلقه‌ها با فروش بیش از ۱۵۰ میلیون نسخه در جهان، یکی از پرفروش‌ترین کتاب‌های تاریخ است.
عنوان کتاب به آنتاگونیست اصلی داستان، یعنی ارباب تاریکی سائورون اشاره دارد که در دوران پیشین حلقهٔ یگانه را ساخت تا در کارزار خود برای تسخیر تمام سرزمین میانه، بر دیگر حلقه‌های قدرت که به انسان‌ها، دورف‌ها و الف‌ها اهدا شده بود فرمانروایی کند. از پیدایش در شایر—سرزمین هابیت‌ها که یادآور حومهٔ انگلستان است—داستان این رمان در سرتاسر سرزمین میانی و در پی تلاش برای از بین بردن حلقه یگانه است که عمدتاً از سوی هابیت‌هایی به‌نام فرودو، سم، مری و پیپین روایت می‌شود.
این اثر از نظر تالکین یک جلد از مجموعهٔ دو جلدی به همراه سیلماریلیون بود، اگرچه عموماً برای خوانندگان به‌نام سه‌گانه شناخته می‌شود. به دلایل اقتصادی، ارباب حلقه‌ها در طول یک سال از ۲۹ ژوئیه ۱۹۵۴ تا ۲۰ اکتبر ۱۹۵۵ در سه جلد با عنوان‌های یاران حلقه, دو برج و بازگشت پادشاه به چاپ رسید. این اثر در درون خود به شش کتاب، دو جلد و چندین ضمیمه از مطالب پیشینه داستان تقسیم شد. برخی از نسخه‌های بعدی مطابق قصد اصلی نویسنده، کل اثر را در یک جلد چاپ می‌کنند. این اثر که در ابتدا نقدهای ضد و نقیضی از سوی نهادهای ادبی داشت، امروزه موضوع تجزیه و تحلیل گستردهٔ درون‌مایه‌ها و ریشه‌یابی قرار گرفته‌است. منابع الهام، آثار قبلی و داستان ارباب حلقه‌ها، لغت‌شناسی، اساطیر، مسیحیت، آثار فانتزی قبلی و تجربیات خود نویسنده در جنگ جهانی اول را در بر می‌گیرد.
ارباب حلقه‌ها از آن زمان بارها چاپ مجدد شده و حداقل به ۳۸ زبان ترجمه شده‌است. محبوبیت دائمی ارباب حلقه‌ها منجر به ایجاد مراجع متعددی در فرهنگ عامه، تأسیس بسیاری از جوامع از سوی طرفداران آثار تالکین، و انتشار کتاب‌های متعددی در مورد تالکین و آثارش شده‌است. این کتاب الهام‌بخش آثار متعددی از جمله آثار هنری، موسیقی، فیلم، تلویزیون، بازی‌های ویدئویی و بازی‌های رومیزی بوده و به ایجاد و شکل‌دادن به ژانر فانتزی مدرن کمک کرده‌است، که در این کتاب یکی از بزرگ‌ترین کتاب‌های تمام دوران محسوب می‌شود. اقتباس‌هایی از ارباب حلقه‌ها برای رادیو، تئاتر و سینما ساخته شده‌است که با افتخارات گوناگونی نیز همراه بوده‌اند. این اثر در نظرسنجی بیگ رد از بی‌بی‌سی به‌عنوان بهترین رمان بریتانیا در تمام دوران انتخاب شده‌است.

## داستان و شخصیت‌پردازی
عنوان این مجموعه به شخصیت منفی این داستان، سائورون اشاره دارد که قبلاً حلقهٔ یگانه را خلق کرده تا بر دیگر حلقه‌های قدرت، تسلط داشته باشد و از آن‌ها به عنوان سلاحی برای فتح و تسلط بر سرزمین میانه استفاده کند. این داستان در سرزمینی خیالی به نام سرزمین میانی که قسمتی از سرزمین بزرگتری که در زبان الفی به نام آردا شناخته می‌شود در جریان است. از شخصیت‌های معروف داستان می‌توان به آراگورن و سائورون اشاره کرد. آراگورن پسر آراتورن که از نژاد نومه نور است، وارث پادشاهی فراموش شده الندیل و ایزیلدور در سرزمین میانه است. آراگورن پس از نابود شدن سائورون به عنوان پادشاه اله سار تاج‌گذاری کرد و صلح را به ارمغان آورد. ارباب تاریکی یا سائورون شخصیت منفی اصلی اثر است، کسی است که حلقهٔ یکتا را برای کنترل نوزده حلقهٔ دیگر قدرت ساخته‌است و از همین رو «ارباب حلقه‌ها» خوانده می‌شود. سائورون خود یکی از خدمت‌گزاران ارباب تاریکی قبلی - مورگوت (ملکور) - بوده که از شخصیت‌های مهم کتاب دیگر تالکین - سیلماریلیون - است. کتاب سیلماریون سرآغازی بر تاریخ و چگونگی ساخت سرزمین میانی محسوب می‌شود.

## نقدهای رمان
ارباب حلقه‌ها جزو آن دسته از آثار قرن بیستم و مدرنی است که به هر دلیل مورد کژفهمی پژوهشگران ادبیات قرار گرفته‌است. مایکل دراوت و هیلاری وین ادعا کرده‌اند که «علت اصلی اینکه منتقدان مدرنیست و پسامدرنیست ارباب حلقه‌ها را طرد می‌کنند، این است که آنان سطح نوشتار جملات تالکین را پایین‌تر از بسیاری از هم عصرانش می‌دانند. آثار تالکین و نقد آن‌ها کمتر از آن چیزی که باید، در حلقهٔ نقد ادبی نخبگان تأثیرگذار خواهد بود، مگر آنکه در پژوهش‌های آتیِ معطوف به آثار تالکین مسئلهٔ سبک به‌طور کامل موردتوجه قرار بگیرد». خود دراوت در مقاله‌ای جدیدتر با عنوان «سبک نوشتاری تالکین» (Tolkien’s Prose Style) قدمی در راستای چنین پروژه‌هایی برداشته‌است و کتاب شیپی و رزبری (و همچنین مقالهٔ اِرسِلا لِگووین) تلاش‌های ارزشمندی در همین راستا به‌شمار می‌روند.
به‌علاوه، دراوت و وین می‌گویند «دلیل اصلی خصومت با اثر تالکین محتوای سیاسی محتمل یا موضوع آن است» که اغلب آن را ارتجاعی می‌دانند. البته نقدهای اخیر آثار تالکین با این استنباط به مقابله برخاسته‌اند؛ مثلاً پاتریک کاری استدلال می‌کند که ارزش‌های (اجتماعی، زیست‌بوم‌شناختی و معنوی) مستتر در ارباب حلقه‌ها «دقیقاً مبین شرایطی» است که خسارت‌های «دهشتناک» نوگرایی بر جای گذاشته‌است و «این‌ها همان ارزش‌هایی هستند که امروزه خطر آن‌ها را بیش‌ازپیش حس می‌کنیم».
اما از نظرگاه سومی نیز ارباب حلقه‌ها دچار کژفهمی شده‌است و این مشابه دو کژفهمی مورد اشارهٔ دراوت و وین نیز هست و آن چیزی نیست جز شیوهٔ روایت. پژوهش رُزمری جکسون دربارهٔ فانتزی یکی از نمونه‌های بارز این کژفهمی است.
در مورد بن‌مایه و منشأ اثر تالکین بحث‌های زیادی صورت گرفته‌است. این اثر گرچه به نوبهٔ خود اثری بزرگ است، اما در واقع بخشی از پروژهٔ عظیم تالکین در مورد اسطوره آفرینی (Mythopoeia) بوده که تالکین از سال ۱۹۱۷ روی آن کار می‌کرده‌است. رشته افسانه‌های (Legendarium) تالکین شامل همهٔ نوشته‌های اسطوره آفرینی او می‌شود و در واقع پیش‌زمینه‌ای برای ارباب حلقه‌ها به وجود می‌آورد. زبان‌شناسی تاریخی، اسطوره‌شناسی، مذهب، انزجار نویسنده از صنعتی شدن، اثرهای فانتزی قبلی و تجربیات تالکین در جنگ جهانی اول همه از جمله مواردی هستند که می‌توان گفت در پیدایش ارباب حلقه‌ها نقش بزرگی ایفا کرده‌اند. این بن‌مایه‌ها و تأثیرات اغلب توسط خود تالکین رد شده‌است.

## اقتباس فیلم و تلویزیون
پس از چندین اقتباس از این اثر، لایو اکشن سه‌گانهٔ ارباب حلقه‌ها ساختهٔ پیتر جکسون با موفقیت‌هایی بسیاری همراه بود. این سه‌گانه متشکل از ارباب حلقه‌ها: یاران حلقه (۲۰۰۱)، ارباب حلقه‌ها: دو برج (۲۰۰۲) و ارباب حلقه‌ها: بازگشت پادشاه (۲۰۰۳) است. تولید این سه‌گانهٔ بر عهدهٔ نیو لاین سینما بود. هر سهٔ این فیلم‌ها نامزد دریافت چندین افتخارات گوناگونی از جملهٔ جوایز اسکار در دستهٔ بهترین فیلم شدند. قسمت پایانی این سه‌گانه به‌نام ارباب حلقه‌ها: بازگشت پادشاه دومین فیلمی بود که از فروش یک میلیارد دلاری در گیشه عبور کرد و در مجموع ۱۱ جایزهٔ اسکار از جمله بهترین فیلم، بهترین کارگردانی و بهترین فیلم‌نامه اقتباسی دریافت کرد. (رکوردی که تنها فیلم بن هور و تایتانیک تجربه کرده‌اند)
در سال ۲۰۱۷، آمازون حق پخش تلویزیونی ارباب حلقه‌ها برای چندین فصل را به‌دست‌آورد. داستان این مجموعهٔ پیش از وقایع هابیت و ارباب حلقه‌ها روایت می‌شود و بر پایهٔ توصیف تالکین از وقایع دوران دوم سرزمین میانه است.